# SHIPS
SHIPS(쉽스)는 애니메이션《키라링☆레볼루션》의 남자 주인공 카자마 히로토와 히와타리 세이지로 결성된 그룹, 또는 이들의 성우를 맡은 이데 타쿠야와 카나이 시코우로 구성된 유닛이다.

## 개요
「키라링☆레볼루션」의 콜라보레이션 유닛의 제3탄으로서 첫 남성 유닛이다. 원래는 애니메이션판 제102화(제2시리즈 최종 이야기)까지는 성우를 본직으로 하는 스야마 아키오와 호시 소이치로의 두 명이 카자마 히로토, 히와타리 세이지를 연기하고 있던 캐릭터로 기획 CD「키라링☆레볼루션 송 셀렉션」시리즈의 1과 2에는 이 둘이서 노래하고 있는 SHIPS의 오리지널 송도 수록되고 있다. 그러나, 애니메이션이 제3시리즈(STAGE3)에 리뉴얼하는 것에 쯤해, SHIPS도 츠키시마 키라리 starring 쿠스미 코하루 (모닝구무스메。)와 같은 실사로의 미디어 믹스를 도모하기 위해, 캐스트를 카자마 히로토와 히와타리 세이지의 캐릭터 설정에 가까운 이데 타쿠야와 카나이 시코우로 변경되어 동시에 하나의 유닛으로서의 활동을 개시. 싱글 CD의 릴리스나, 단독으로의 이벤트 개최,「오하스타」의 목요일 고정 출연 등을 실시하고 있었다. 그 후, 2009년 3월에 유닛의 원이 되고 있던 애니메이션「키라링☆레볼루션」이 종료되어, 동년 5월 4일에 행해진 콘서트「키라링☆레볼루션 파이널 스테이지」를 가져 활동을 휴지했다.

## 멤버
- 이데 타쿠야 (카자마 히로토 역할)
- 카나이 시코우 (히와타리 세이지 역할)

## 음악

### 싱글
1. TOKYO FRIEND☆SHIPS (2008년 6월 25일, EPBE-5562)
2. きみがいる (2008년 11월 26일, EPBE-5589)

## 텔레비전
- 오하스타 - 목요일 레귤러 출연(2009년 5월 4일 졸업).

## 관련 보기
- 비주얼 아이돌